# اس‌اس امرا
اس‌اس امرا (به انگلیسی: SS Omrah) یک زیردریایی بود که طول آن ۱۳۹٫۶ متر (۴۵۸ فوت) بود. این زیردریایی در سال ۱۸۹۸ ساخته شد.